# Бістр
Бістр — прозорий бурий (коричневий) пігмент; виготовляють його, варячи букову сажу. Світлочутлива, нестійка бура фарба, що легко розчиняється у воді. Має відтінки від ясно-бурого до буро-чорного. Бістр досить широко вживали художники 15 — 19 ст., щоб малювати пером або пензлем.

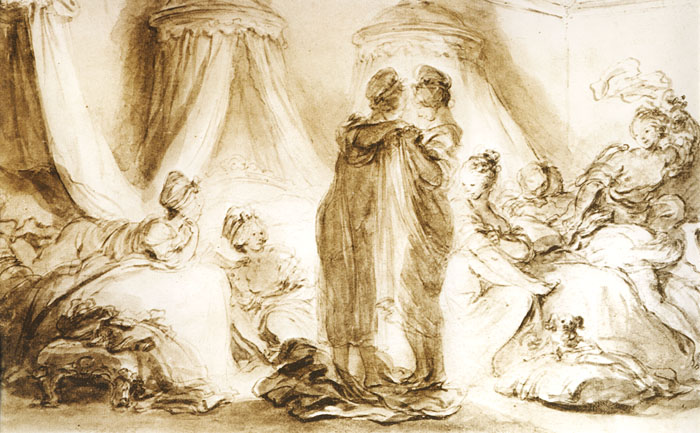
Le coucher des ouvrières, картина намальована бістром, Жан-Оноре Фраґонар (1732–1806)
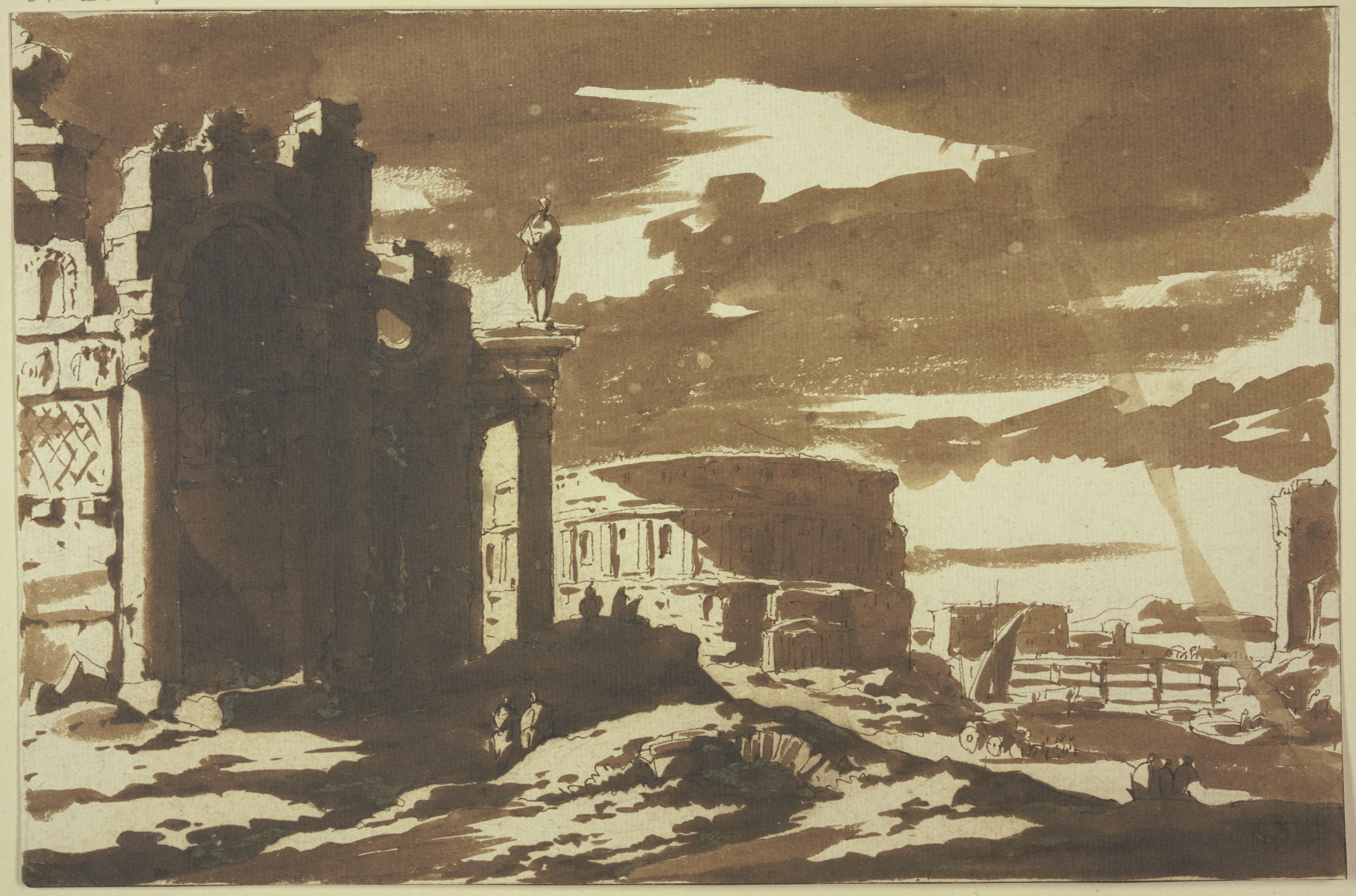
Римський театр біля моста, Jacob van der Ulft, Штеделівський художній інститут